# Khu bảo tồn quốc gia Phou Den Din
Khu bảo tồn quốc gia Phou Den Din hoặc khu bảo tồn đa dạng sinh học quốc gia (NBCA) là một khu bảo tồn ở miền Bắc nước Lào, có diện tích 2.200 km2 thuộc tỉnh Phongsaly. Địa điểm này được chỉ định là khu bảo tồn đa dạng sinh học quốc gia vào năm 1993.
Tên gọi này còn được đánh vần thành Phou Dene Dinh và Phou Daen Din. Khu bảo tồn giáp ranh với Việt Nam, địa hình đồi núi cao đến hơn 2.000m. Trong số các loài động vật được tìm thấy trong vùng gồm có voi, vượn, khỉ, bò tót, bò banteng, gấu đen châu Á, gấu chó, báo hoa mai và hổ. Nơi đây cũng có mật độ dày đặc loài diều cá bé và bói cá mào. Du khách rất khó tiếp cận khu vực này nhưng có thể đặt chân đến đây bằng thuyền hoặc đi bộ.